# Clayhatchee
Clayhatchee es un pueblo ubicado en el condado de Dale en el estado estadounidense de Alabama. En el censo de 2000, su población era de 501. 

## Demografía
En el 2000 la renta per cápita promedia del hogar era de $ 30.156$ , y el ingreso promedio para una familia era de 34.821$. El ingreso per cápita para la localidad era de 17.959$. Los hombres tenían un ingreso per cápita de 26.354$ contra 21.250$ para las mujeres.

## Geografía
Clayhatchee está situado en 31°14′16″N 85°42′46″O / 31.23778, -85.71278 (31.237743, -85.712679).
Según la Oficina del Censo de los EE. UU., la ciudad tiene un área total de 2.72 millas cuadradas (7.05 km ²).